# Nicolás Barrientos
Nicolás Barrientos (Cali, 24 april 1987) is een Colombiaans tennisspeler. Hij heeft drie keer in de finale gestaan van een ATP-toernooi in het dubbelspel. Hij deed al mee aan een grandslamtoernooi. Hij heeft drie challengers in het dubbelspel op zijn naam staan. Daarnaast won hij de zilveren medaille bij de Pan-Amerikaanse Spelen in 2015, waar hij in de finale in twee sets (6-1 en 6-2) verloor van Facundo Bagnis uit Argentinië.

## Palmares

### Mannendubbelspel
| Nr.                              | Datum             | Toernooi              | Ondergrond | Partner                   | Tegenstanders in finale          | Score                  | Details |
| -------------------------------- | ----------------- | --------------------- | ---------- | ------------------------- | -------------------------------- | ---------------------- | ------- |
| Verloren finales herendubbel     |                   |                       |            |                           |                                  |                        |         |
| 1.                               | 14 juli 2014      | ATP Bogota            | Hardcourt  | Juan Sebastián Cabal      | Samuel Groth Chris Guccione      | 6-7(5), 7-6(3), [9-11] | Details |
| 2.                               | 2 oktober 2022    | ATP Seoel             | Hardcourt  | Miguel Ángel Reyes-Varela | Raven Klaasen Nathaniel Lammons  | 1–6, 5–7               | Details |
| 3.                               | 19 februari 2023  | ATP Buenos Aires      | Gravel     | Ariel Behar               | Simone Bolelli Fabio Fognini     | 2–6, 4–6               | Details |
| Gewonnen challengers herendubbel |                   |                       |            |                           |                                  |                        |         |
| 1.                               | 25 maart 2013     | Pereira               | Gravel     | Eduardo Struvay           | Facundo Bagnis Federico Delbonis | 3-6, 6-3, [10-6]       |         |
| 2.                               | 7 oktober 2013    | São José do Rio Preto | Gravel     | Carlos Salamanca          | Marcelo Demoliner João Souza     | 6-4, 6-4               |         |
| 3.                               | 22 september 2014 | Pereira               | Gravel     | Eduardo Struvay           | Guido Pella Horacio Zeballos     | 3-6, 6-3, [11-9]       |         |

## Resultaten grote toernooien
| Legenda | Legenda                          |
| ------- | -------------------------------- |
| g.t.    | geen toernooi gehouden           |
| l.c.    | lagere categorie                 |
| –       | niet deelgenomen                 |
| G       | uitgeschakeld in de groepsfase   |
| 1R      | uitgeschakeld in de eerste ronde |
| 2R      | uitgeschakeld in de tweede ronde |
| 3R      | uitgeschakeld in de derde ronde  |
| 4R      | uitgeschakeld in de vierde ronde |
| KF      | uitgeschakeld in de kwartfinale  |
| HF      | uitgeschakeld in de halve finale |
| F       | de finale verloren               |
| W       | het toernooi gewonnen            |
| w-v     | winst/verlies-balans             |

### Mannendubbelspel
| Grandslamtoernooien   |      |        |
| Australian Open       | –    | 0-0    |
| Roland Garros         | –    | 0-0    |
| Wimbledon             | –    | 0-0    |
| US Open               | 2R   | 1-1    |
| Winst-verlies         | 1-1  | 1-1    |
| ATP World Tour Finals |      |        |
| ATP World Tour Finals | –    | 0-0    |
| Olympische Spelen     |      |        |
| Olympische Spelen     | g.t. | 0-0    |
| Statistieken          |      |        |
| Totaal aantal titels  | 0    | 0      |
| Eindejaarsranking     | 84   | n.v.t. |